# Moda a Firenze

Una modella di Emilio Pucci posa al Piazzale Michelangelo a Firenze nel 1966

Firenze ha una grande tradizione nella moda, che la rende una delle più attive in Italia e non solo.
Molto importante è l'industria dell'Alta moda: si può infatti dire che l'alta moda italiana sia nata a Firenze, con la sfilata organizzata il 12 febbraio 1951 dal pioniere della moda italiana Giovanni Battista Giorgini, presso Villa Torrigiani in via dei Serragli (replicata poi al Grand Hotel e poi alla Sala Bianca di Palazzo Pitti) alla presenza di numerosi compratori internazionali, che scoprirono l'eleganza Made in Italy, che poteva vantare prezzi molto più competitivi della moda parigina.
La città ha vantato la nascita e lo sviluppo di stilisti e maison conosciuti a livello internazionale, come Gucci, Roberto Cavalli, Emilio Pucci, Salvatore Ferragamo, Enrico Coveri, Patrizia Pepe, Ermanno Scervino, Albion e molti altri, che qui sviluppano Collezioni e realizzarono capi sartoriali, accessori e calzature, realizzati artigianalmente ed ammirati in tutto il mondo.
Le maggiori boutique d'alta moda sono concentrate nel distretto commerciale del lusso, in via de' Tornabuoni e via della Vigna Nuova e in generale in tutto il centro storico di Firenze.
Sviluppate sono anche le botteghe artigianali, soprattutto di articoli in pelle (numerosi sono tra piazza Santa Croce e borgo dei Greci), così come la pelletteria industriale (in provincia di Firenze e in particolare nel distretto di Santa Croce sull'Arno è presente il 15,2% delle aziende italiane operanti in questo settore).

## Musei della moda
La città ha l'unico museo italiano dedicato alla moda e alla sua storia: il Museo della Moda e del Costume, che traccia una storia dettagliata delle mode che si sono susseguite nel tempo, con una collezione che arriva a più di 6000 manufatti, fra abiti antichi, accessori, costumi teatrali e cinematografici di grande rilevanza documentaria, e numerosi esemplari prestigiosi di stilisti italiani e stranieri, grazie anche alla presenza di numerosi esemplari prestigiosi di celeberrimi stilisti italiani e stranieri come Giorgio Armani, Valentino, Gianni Versace, Emilio Pucci, Ottavio Missoni, Martin Margiela, e moltissimi altri.
Inoltre è presente il museo Salvatore Ferragamo nel palazzo Spini-Feroni in via de' Tornabuoni, dove è esposta a rotazione una parte della collezione delle oltre 10.000 scarpe realizzate dalla maison, opere di alto artigianato che ripercorrono la moda e gli stili in voga nel secolo precedente, oltre a fotografie, giornali, bozzetti, modelli in legno di alcuni piedi di celebrità.
Dal 2008 al 2017 si è aggiunto il Museo Capucci, incentrato sugli abiti-scultura disegnati dallo stilista Roberto Capucci per la Biennale di Venezia del 1995.
Altri musei, legati ad aspetti più specifici sono la Fondazione Arte della Seta Lisio, il Museo della paglia e dell'intreccio di Signa e, per quanto riguarda l'oreficeria, il Museo degli Argenti e il Museo Torrini. Abiti d'epoca si trovano anche al Museo Stibbert. Poco lontano, a Prato, esiste poi il Museo del Tessuto, dal 1975.

## Eventi di moda

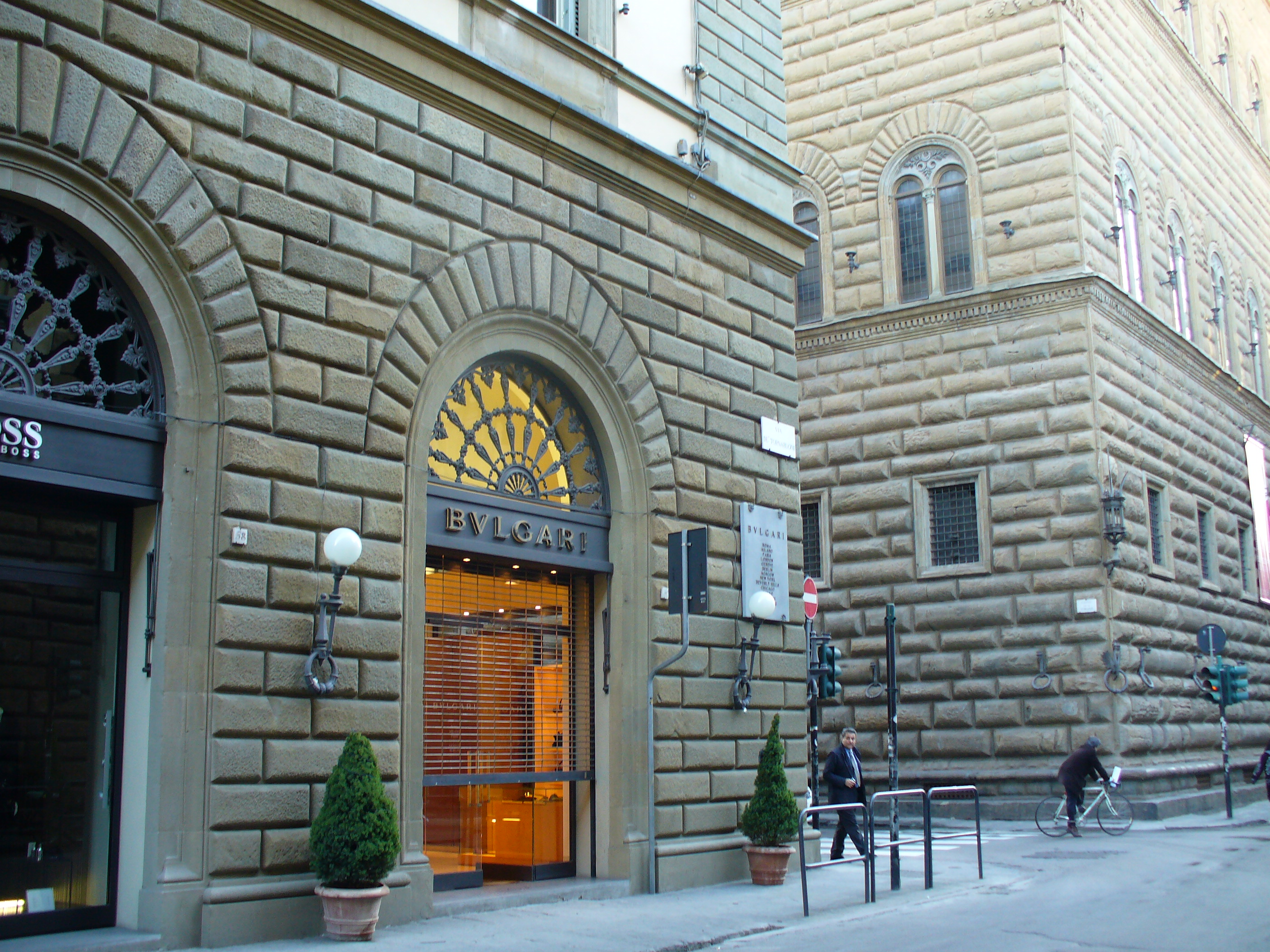
Bulgari in via de' Tornabuoni

### Pitti Immagine
Firenze ospita ogni anno una serie di eventi di moda che sono tra i più prestigiosi ed importanti del panorama internazionale: Pitti Immagine.
La kermesse è composta tra gli altri dagli eventi: Pitti Immagine Uomo, Pitti_W Woman Pre-collections, Pitti Immagine Bimbo, Pitti Immagine Filati, Pitti Immagine Fragranze, Pitti Immagine Casa, Pitti Immagine ModaPelle, ed ospita migliaia di esposizioni, sfilate e congressi dei più importanti stilisti e personalità italiani e stranieri la cui partecipazione espositiva è esclusivamente su invito.
Attorno all'evento durante Pitti Immagine vengono organizzate vernissage, gran gala, presentazioni, sfilate, eventi mondani e party esclusivi in tutta la città ed area metropolitana.
La serie di eventi si tengono in varie location di Firenze, tra le quali oltre alla Sala Bianca di Palazzo Pitti, anche alla Fortezza da Basso, Cinema Odeon, Piazza Santa Croce, Palagio di Parte Guelfa, Salone dei Cinquecento di Palazzo Vecchio, stazione Leopolda, Ponte Vecchio, oltre che a moltissime discoteche, locali notturni e store e boutique di moda della città.

### Percorsi di moda

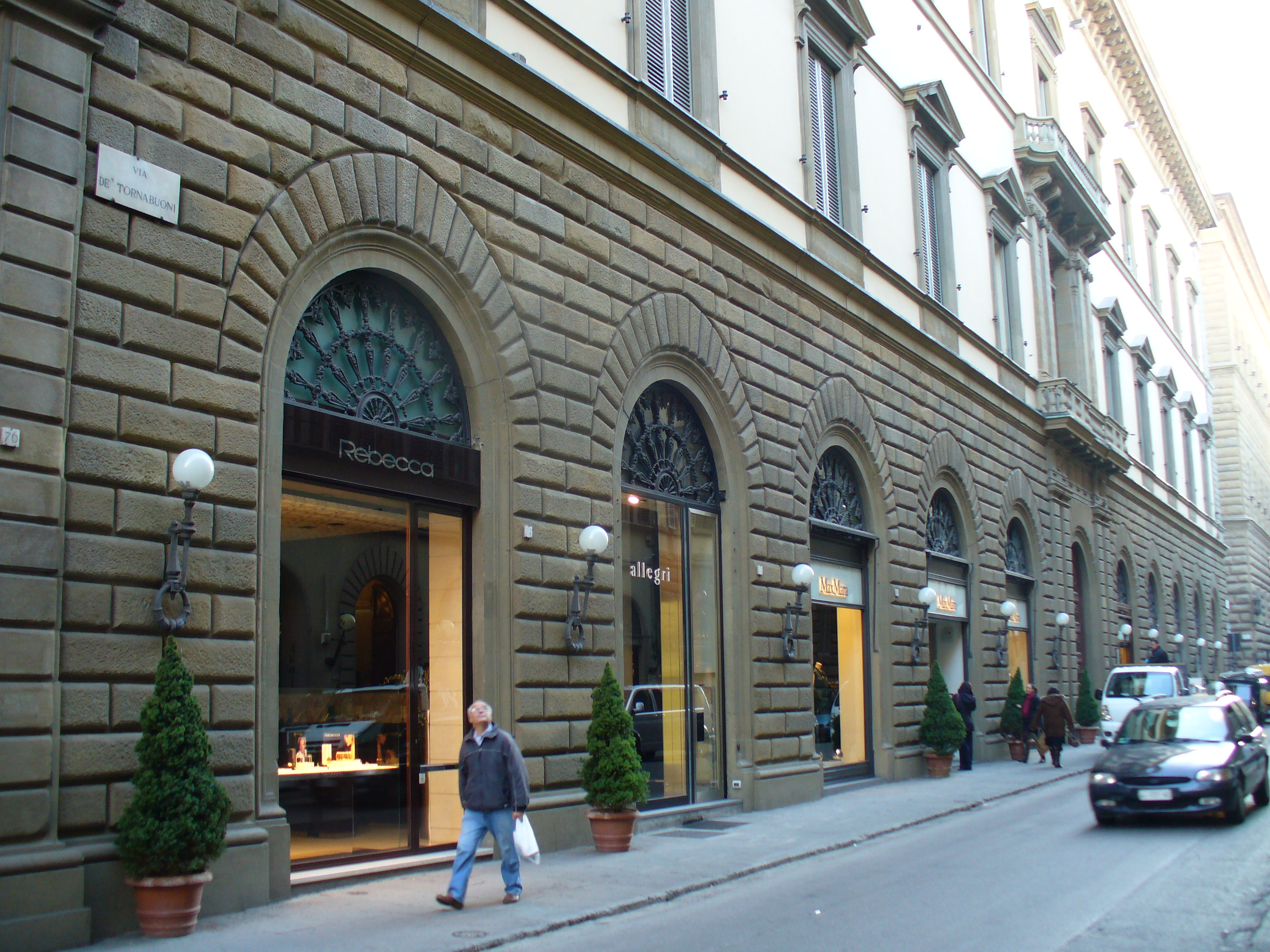
Distretto dell'Alta moda in via de' Tornabuoni

A Firenze si è svolto per un certo periodo il Florence Art Fashion, percorsi di moda a Firenze: una serie di visite guidate ai luoghi dove vengono creati i prodotti di moda che hanno fatto e fanno tuttora la storia della città, quali atelier (sartorie, camicie realizzate a mano, abiti da sposa, biancheria e corredi su misura, tessuti d'arte, calzature su misura, gioielli e pietre, essenze e profumi personalizzati), luoghi d'arte e musei della città legati alla moda fiorentina. 

### Altri eventi
- Immagine Italia & Co., fiera di lingerie e tessile (Fortezza da Basso).
- Vintage Selection, esposizione di moda vintage (Stazione Leopolda).
- Mare d'Amare, salone internazionale dedicato al beachwear (Fortezza da Basso).
- Prima Moda Tessuto (Fortezza da Basso).
- Polimoda Fashion Week (Saschall).
- Florence design week internationaldesign festival[1].

## Scuole di moda

### ITS Mita Acedemy
ITS Mita Academy è un istituto di formazione di spicco nel comune di Scandicci, focalizzato sul settore della moda e dei tessuti. Riconosciuto per la sua eccellenza nella preparazione di professionisti altamente qualificati nel campo della moda e delle discipline ad essa correlate, ITS Mita Academy offre una vasta gamma di corsi, inclusi programmi post-diploma, master e corsi brevi. La scuola si impegna a fornire agli studenti le competenze pratiche e teoriche necessarie per eccellere in un settore in continua evoluzione. Con la sua sede principale situata nel Castel dell'Ovo, e un Design Lab ubicato a Scandicci, ITS Mita Academy si distingue come un punto di riferimento per l'educazione di qualità nel panorama delle scuole di moda a Firenze.

### Polimoda
Ha sede a Firenze l'importante scuola di moda Polimoda, una delle migliori scuole di moda in Italia ed in Europa. È un istituto altamente qualificato nella formazione dei professionisti della moda e nei molti altri settori che sono ad essa collegati, ed organizza anche post-diploma, master e brevi. Polimoda ha due sedi a Firenze: il quartier generale a Villa Favard in via Curtatone 1 e il Design Lab a Scandicci.

### Accademia Italiana
A Firenze, dal 1984 è presente l'Accademia Italiana di Arte, Moda e Design, un istituto internazionale di livello post secondario che tiene corsi di stilismo di moda, design industriale e arredamento, grafica e comunicazione visiva, fotografia, disegno e pittura, design del tessuto e vetrinistica. Oltre a corsi brevi ed estivi, l'Accademia Italiana organizza master di Design della moda, Design del prodotto d'arredo e il pre-MBA in Design e Business. La sede principale si trova nel Palazzo Temple Leader, in piazza Pitti. Una sede dedicata alle attività di laboratorio è stata aperta nel 2010 nel Lungarno delle Grazie.

### Scuola del cuoio

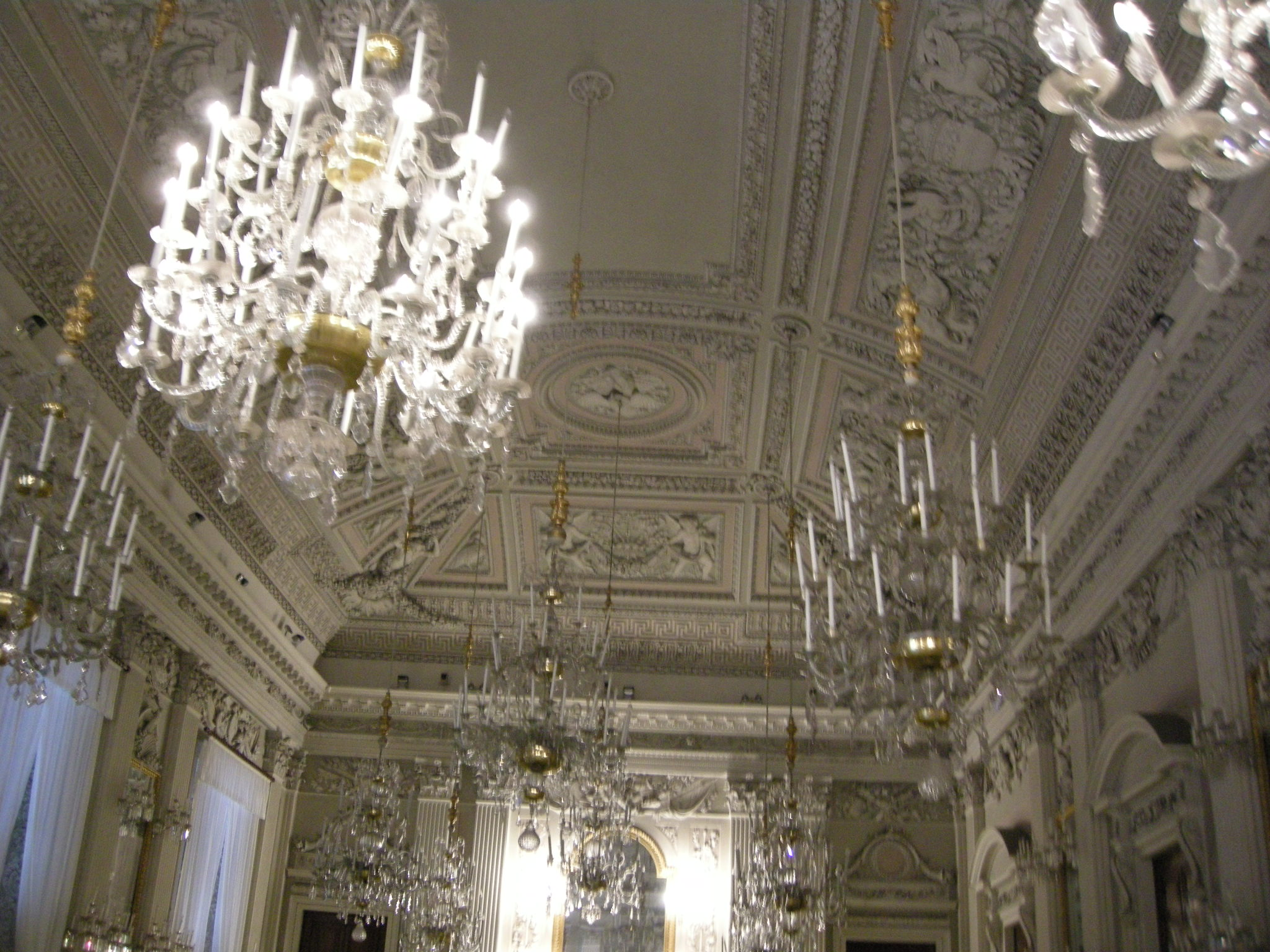
Sala Bianca di Palazzo Pitti, sede di numerose sfilate

Fondata dopo la seconda guerra mondiale, si trova in piazza Santa Croce e tiene corsi e workshop.
Un'altra scuola del settore moda è la Fondazione Arte della Seta Lisio che ha lo scopo di insegnare le tecniche tessili tradizionali e specificamente i velluti.

### IED
A Firenze lo IED Moda Lab organizza corsi triennali post-diploma, master e corsi di specializzazione in fashion design.

### Unicollege
Ha sede a Firenze Unicollege, Istituto ad ordinamento universitario riconosciuto dal MUR (Ministero dell'Università e della Ricerca), che eroga lauree triennali in mediazione linguistica proponendo un percorso didattico che consente di abbinare lo studio a scelta tra ben 10 lingue tra europee e asiatiche a uno dei 6 indirizzi di specializzazione tra cui l'indirizzo di Fashion & Luxury Management. Oggetto di studio di questo indirizzo è proprio il management del Fashion system e dei prodotti di lusso, approfondendo tematiche come la storia della moda e del Made in Italy, pilastri fondamentali di questo settore. Studiare Fashion & Luxury Management abbinato alle lingue straniere è fondamentale per diverse ragioni, specialmente considerando la natura globale e altamente competitiva dell'industria della moda e del lusso.

### Biblioteche sulla moda
A Firenze è presente il Centro di documentazione Matteo Lanzoni di Polimoda che rappresenta una grande banca dati a servizio di coloro che si occupano di moda, dagli studenti ai designer, dagli studiosi agli addetti del settore.

## Associazioni di moda
A Firenze ha sede il Centro di Firenze per la Moda Italiana, un'associazione senza fine di lucro che ha lo scopo di promuovere e internazionalizzare il sistema moda italiano e fornisce le linee generali di politica fieristica e promozionale di Pitti Immagine, insieme all'altra associazione di moda fiorentina EMI-Ente Moda Italia.

## Stilisti fiorentini

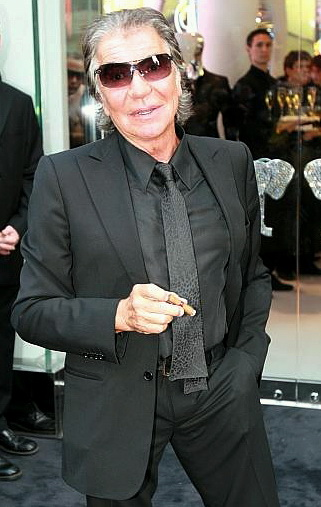
Roberto Cavalli

### A
- Allegri
- Albion

### B
- Chiara Boni
- Braccialini
- BP Studio
- Boboutic

### C
- Emilio Cavallini
- Roberto Cavalli
- Enrico Coveri
- Conte of Florence
- Corsani

### G
- Gucci
- Giulia Carla Cecchi

### F
- Salvatore Ferragamo

### P
- Patrizia Pepe
- Emilio Pucci

### R
- Regina Schrecker
- Roy Roger's
- Rifle
- Roberto Biagini

### S
- Sasch
- Ermanno Scervino